# جيسوس رويز
جيسوس رويز (بالإسبانية: Jesús Ruiz)‏ (2 يناير 1990 في المكسيك - ) هو ملاكم مكسيكي.

## إحصائيات
خاض خلال مسيرته 49 نزالا، فاز في 36 وتعادل في 5 وخسر في 8. فاز بالضربة القاضية في 25 نزالا.

## روابط خارجية
- جيسوس رويز على موقع بوكس ريك (الإنجليزية) (registration required)